# Giancarlo Muselli
Giancarlo Muselli (Napoli, ...) è uno scenografo italiano.

## Biografia
Laureato in architettura, è conosciuto particolarmente per la collaborazione con Mario Martone, con il quale, nel 2015, ha vinto il Premio David di Donatello per il miglior scenografo per il film Il giovane favoloso. È docente di scenografia all'Accademia di belle arti di Reggio Calabria.

## Filmografia parziale

### Cinema
- Morte di un matematico napoletano, regia di Mario Martone (1992)
- L'amore molesto, regia di Mario Martone (1995)
- Isotta, regia di Maurizio Fiume (1996)
- Teatro di guerra, regia di Mario Martone  (1998)
- I fetentoni, regia di Alessandro Di Robilant  (1999)
- Il manoscritto del principe, regia di Roberto Andò  (2000)
- Sulla mia pelle, regia di Valerio Jalongo  (2003)
- La volpe a tre zampe, regia di Sandro Dionisio  (2004)
- Il giovane favoloso, regia di Mario Martone  (2014)
- Capri-Revolution, regia di Mario Martone  (2018)
- Qui rido io, regia di Mario Martone (2021)

### Televisione
- Vite blindate, regia di Alessandro Di Robilant  (1998)
- La voce del sangue, regia di Alessandro Di Robilant  (1999)

### Teatro
- Jesus Christ Superstar, regia di Massimo Romeo Piparo
- My Fair Lady, regia di Massimo Romeo Piparo
- La febbre del sabato sera, regia di Massimo Romeo Piparo
- Lady Day, regia di Massimo Romeo Piparo
- Rinaldo in Campo, regia di Massimo Romeo Piparo
- Tommy, regia di Massimo Romeo Piparo

## Premi e riconoscimenti
- David di Donatello
  - 1993 - Candidatura alla migliore scenografia per Morte di un matematico napoletano
  - 2015 - Migliore scenografia per Il giovane favoloso
  - 2019 - Candidatura alla migliore scenografia per Capri-Revolution

- Nastro d'argento
  - 2019 - Candidatura alla Migliore scenografia per Capri-Revolution]

- Ciak d'oro
  - 2015 Migliore scenografia per Il giovane favoloso[1]
  - 2021 Migliore scenografia per Qui rido io